# Hetti
Hetti (* vermutlich vor 800; † 27. Mai 847) war von spätestens 816 bis zu seinem Tod Erzbischof von Trier.

## Leben
Das Datum der Besteigung des erzbischöflichen Stuhles als Nachfolger von Erzbischof Amalharius Fortunatus ist urkundlich nur grob zwischen 814 und 816 datierbar. Hetti stammte aus einer vornehmen austrasischen Familie. Seine Schwester Warentrud war Äbtissin in Pfalzel. Sein Neffe Grimald von Weißenburg war Abt von St. Gallen.
Bevor er Bischof wurde, war er Abt von Mettlach. Im Jahr 816 nahm er an der Synode in Aachen teil.
Als Legat des Kaisers Ludwig des Frommen und Erzbischof von Trier forderte er 817 den Bischof Frothat von Toul auf, Truppen für einen möglichen Heerzug nach Italien bereitzuhalten. 819 forderte er denselben Bischof auf, über die kaiserlicher Verfügung für die Stifte zu wachen. 832 assistierte er bei der Weihe des heiligen Ansgar zum Erzbischof von Hamburg durch Drogo von Metz. Die Grundsteinlegung der Koblenzer Kastorkirche mit den Gebeinen des heiligen Castor von Karden war eines der bedeutendsten Ereignisse seiner Amtszeit.
Hetti wurde in der Johanniskapelle der Euchariuskirche bei Trier bestattet. Unter anderem hinterließ er ein Traktat für angehende Kleriker.

## Kirchengründungen
- um 836 St. Kastor in Koblenz
- 836 St. Marzellinus und Petrus - Kirche in Vallendar[2]
- St. Georgskirche in Limburg[3]